# Рулло, Эрминио
Эрминио Рулло (итал. Erminio Rullo; 19 февраля 1984, Неаполь) — итальянский футболист, защитник. Рекордсмен по числу выигранных молодёжных чемпионатов Италии — 3 титула.

## Карьера
Рулло вырос в городе Казория. Он начал свою карьеру в молодёжном составе клуба «Лечче». В сезоне 2001/2002 он был арендован «Интером», с которым выиграл молодёжное первенство Италии. Вернувшись в «Лечче» Рулло во второй раз подряд победил в молодёжном чемпионате страны. А на следующий год в третий раз подряд выиграл молодёжный чемпионат страны, установив рекорд в количестве этих титулов. В том же году Рулло дебютировал в основе «Лечче», за который провёл 11 встреч. Его дебютной игрой стал матч с «Лацио» 31 августа 2003 года. В сезоне 2004/2005 Рулло завоевал место в основном составе команды, проведя 35 матчей и забив 1 гол. На следующий год он сыграл в 31 встрече.
25 января 2007 года Рулло перешёл в «Наполи», который заплатил за трансфер защитника 700 тыс. евро. В первом же сезоне он помог клубу выйти в серию А, хотя провёл только 7 матчей. В высшем итальянском дивизионе Рулло почти не выступал, проведя 4 игры. В следующем сезоне, 26 июня 2008 года Рулло был арендован «Триестиной», где стал игроком основного состава. После этого, Эрминио вернулся в «Наполи», но в сезоне 2009/2010 провёл лишь 17 минут в матче 37 тура с «Аталантой».

## Достижения
- Чемпион Италии (Примавера): 2003, 2003, 2004